# جبال الميدوب
تقع منطقة جبال الميدوب من الناحية الشمالية لولاية شمال دارفور نسخة محفوظة 27 فبراير 2014 على موقع واي باك مشين. ومتاخمة للحدود الليبية السودانية. وهي منطقة شبه صحراوية جافة ذات أمطار موسمية، توجد بها أراضي زراعية خصبة مثل مشروع ام بياضة الزراعى، وتتمتع بثروة حيوانية وبعض الموارد كالعطرون والمعادن وتتخللها وديان وسلسلة جبال تمتد من الناحية الشمالية جبال كوسو عند الحدود الليبية السودانية ومن الناحية الجنوبية جبال أبوقرآن ومن الناحية الغربية جبال تيقا ومن الناحية الشرقية سلسلة جبال تقرو، ومن أهم موارد الثروة الحيوانية الإبل، الضأن، الماعز، والأبقار.
تقطنها قومية الميدوب العريقة ذات الجذور الضاربة في القدم، أحفاد ترهاقا والاصل (تهراقا) للدلالة على القوة والشجاعة، ومن صفاتهم الجود والكرم وعزة النفس والشجاعة والفروسية، ويمتهنون الرعى والزراعة الموسمية حيث طقوس موسم الحصاد، زغرودة النساء والرقص لرفع الروح المعنوية للشبان الذين يدقون العيش (النفير) وهو عمل جماعى وتضامنى يعكس عمق الثقافة الميدوبية في التعبير عن معنى التضامن والتكامل الاجتماعى، وكذا في الزواج والطهور والسماية وكل المناسبات الاجتماعية.
اما الانشطة الاقتصادية والتي تتمثل في التجارة والاغتراب لدول الجوار مثل ليبيا، والعمل في حقل العطرون وبئر مالحة وتجارة الماشية من المنطقة إلى كل من مليط والفاشر والحمرة وامدرمان.
م.سليمان إبراهيم سليمان
شكرا أخي سليمان بحث كثير عن اهلي في المواقع الإلكترونية ولم اجد مقال يتحدث عنهم واننا بصدد تكوين فكرة عندما تكتمل سوف اعلنها لكم نعم الميدوب يقطنون أو يسكنون هنالك كموطن أصلي ولكنهم اليوم تفرعوا في عدت مناطق.